# ۲۴: یک روز دیگر زنده بمان
۲۴: یک روز دیگر زنده بمان (به انگلیسی: 24: Live Another Day) نام فصل نهم مجموعه تلویزیونی آمریکایی ۲۴ است که ۴ سال پس از ساخت مجموعه اصلی (سال‌های ۱۰–۲۰۰۱) در ۵ مه ۲۰۱۴ در شبکهٔ تلویزیونی فاکس کلید خورد.
رویدادهای فصل جدید این مجموعه، ۴ سال پس از حوادث فصل ۸ و همانند فصل‌های قبل، در زمان واقعی اتفاق می‌افتد.

## خلاصه داستان(:
چهار سال پس از حوادث فصل هشتم، جک باور همچنان یک فراری فدرال است و با کمک کلوئی ابرایان از دستگیر شدن می‌گریخت. با این اوصاف، در میان نگرانی فزاینده در استفاده بیش از حد هواپیماهای بدون سرنشین در جنگ، رئیس‌جمهور جیمز هلر برای امضای قرارداد استفاده از آن‌ها سفری تاریخی به لندن می‌کند. پس از فهمیدن خبر وقوع یک سوءقصد به جیمز هلر، جک باور در لندن توسط سیا دستگیر و با وعده عفو در برابر همکاری او در تحقیقات، به زور به خدمت گرفته می‌شود. به عنوان یک نیروی داخلی کاخ سفید متوجه می‌شود که طرح ترور رئیس‌جمهور به قدری گسترده است که عواقب ناشی از موفقیت ترور، مسیر تاریخ را تغییر خواهد داد. با کمک یک مأمور فاسد سیا و یک هکر، اطلاعات را دسته‌بندی و باید مخفیانه با دشمن روبرو شود و انتقام شخصی، جهان را به سمت جنگ پیش می‌برد.

## تهیه و تولید

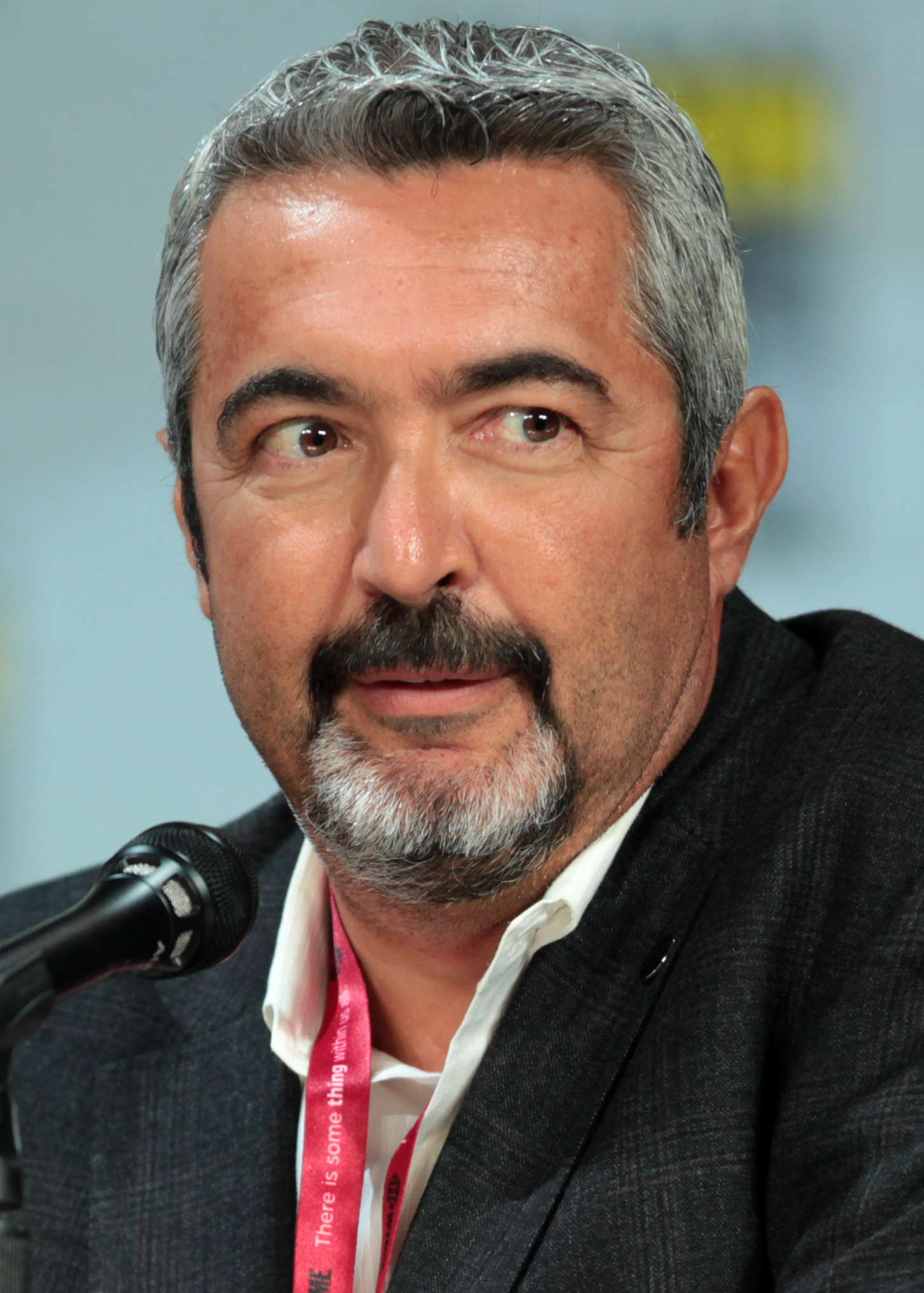
جان کسار در کامیک کان بین المللی سن دیگو 2014 برای "24: یک روز دیگر زندگی کن" در مرکز همایش سن دیگو در کالیفرنیا صحبت می کند.

در ماه مه ۲۰۱۳، سایت ددلاین. کام در اولین گزارش اعلام کرد: شبکهٔ تلویزیونی فاکس در ابتدا در نظر داشت یک فیلم سینمایی از آن بسازد که لغو شد و تیم نویسندگان مجموعه تلویزیونی ۲۴ ایده‌های نوینی پیدا کردند.
کیفر ساترلند که پس از ۲۴ در سریال متفاوت تماس، نقش پدری مهربان را بازی می‌کرد، از شنیدن خبر تولید فصل جدید ۲۴ به شدت خوشحال شد، چون تولید تماس تنها پس از پخش دو فصل لغو شد.
هاوارد گوردون به خبرنگاران می‌گوید:
جک باور همیشه برایم شخصیتی جذاب و هیجان انگیز بوده و باید اعتراف کنم دلم برایش تنگ شده‌است. به نظرم دل طرفداران هم برایش تنگ شده‌است. شخصیت او در طی سال‌ها تغییراتی کرد و شکل گرفت. حالا در این شکل جدید فرصتش هست تا بخش دیگری از زندگی او را ببینیم و متوجه شویم دنیا چقدر تغییر کرده‌است. طرفداران مطمئن باشند همان جک باوری که می‌شناسند و دوست دارند، باز می‌گردد.
کیفر ساترلند نیز دربارهٔ این خبر گفت:
واکنشها به ۲۴ با هر تجربه دیگری در زندگی من به عنوان بازیگر متفاوت بود. این که دوباره می‌توانم با شخصیت جک باور همراه شوم مثل این است که دوستی گمشده را پیدا کردم. ایده‌های هاوارد گوردون هیجان انگیز و تازه هستند، و بیننده را پشیمان نمی‌کنند.
در ژوئن ۲۰۱۳، جان کسار کارگردان مجموعه اصلی ۲۴ به عنوان مدیر اجرایی تولید فصل جدید، ۶ قسمت از ۱۲ قسمت را کارگردانی می‌کند و ۶ قسمت دیگر را کارگردانان دیگر می‌سازند. میلان چیلو تهیه‌کننده مجموعه اصلی ۲۴ و ۶ قسمت اول فصل جدید و ۶ قسمت دوم به آدام کین و عمر مدها سپرده شده‌است. مدیران اجرایی تولید و نویسندگان، رابرت کاکرین، مانی کوتو و ایوان کاتز نیز بازگشتند. شان کالری همچنان آهنگساز این سریال خواهد بود. فیلمنامه‌نویسی فصل جدید از تاریخ ۱۱ ژوئیه ۲۰۱۳ همراه با دیوید فری برای فصل اول آغاز شد.
اولین تریلر این مجموعه در تاریخ ۲۲ ژانویه ۲۰۱۴ پخش شد.

## بازیگران
- کیفر ساترلند در نقش جک باور: مأمور سابق CTU (واحد ضد تروریستی) که بسیار ماهر و باتجربه در عملیات‌های تاکتیکی با موفقیت بالا است. با وجود آن که وی در پیشگیری از حملات تروریستی علیه ایالات متحده موفقیت‌های بسیاری داشته، اما بودن در این شغل برای وی رنج‌آور بوده و صدمات بزرگ شخصی و روحی را متحمل شده‌است.[۴]
- ایوان استراهوفسکی در نقش کیت مورگان: یک مأمور درخشان و پرسابقه اما فاسد در سازمان سیا بخش لندن. وی همسر بیوه یکی دیگر از مأموران سیا است که به دلیل رسوایی فروش اسرار نظامی، خودکشی کرد.[۹][۱۰]
- تاته داناوان در نقش مارک بودرو: رئیس کارکنان کاخ سفید و همسر آدری هلر.
- مری لین راجسکوب در نقش کلوئی ابرایان: یک تحلیلگر سیستم درخشان و پرسابقه و صمیمی‌ترین دوست جک باور که بارها به خاطر جک، شغلش را به خطر انداخت و در فصل هشت مجموعه اصلی، به مدیریت CTU گذاشته شد و در فرار جک، کمک بسیاری کرد. وی هم‌اکنون خود را با جنبش اطلاعات آزاد درگیر و در کنار آدریان کراس فعالیت می‌کند و در سوگ همسرش موریس و فرزندش به سر می‌برز.
- ویلیام دیون در نقش رئیس‌جمهور جیمز هلر: در فصل هشتم، وی به عنوان وزارت دفاع ایالات متحده آمریکا خدمت می‌کرد. همچنین پدر آدری است و آخرین حضورش در پایان فصل هشت، هنگامی بود که جک را متقاعد می‌کند، دخترش آدری را ترک کند زیرا جک را به عنوان تهدیدی برای رفاه دخترش آدری دیده است.
- گبنگا آکیناگبه در نقش اریک ریتر: مأمور خوب و نقش مثبت، قوی، تیز، متکبر و جاه طلب سیا
- گیلز ماتی در نقش جوردن رید: تکنسین کامپیوتر، باهوش و پیچیده در سیا
- میکائیل وینکات در نقش آدریان کراس: هکر معروف و رهبر کاریزماتیک جنبش اطلاعات آزاد
- بنجامین برت در نقش استیو ناوارو: رئیس عملیاتی سیا در لندن برای ردیابی جک باور
- کیم راور در نقش آدری هلر: یک زن متعهد و پرشور با گذشته تلخ که در عشق با جک شکست خورد. او اکنون با رئیس کارکنان کاخ سفید، مارک بودرو ازدواج کرده‌است.
- میشل فیرلی در نقش مارگوت الهرازی، بیوه یک تروریست بدنام بریتانیایی
- استیفن فرای در نقش آلیستر دیویس، نخست وزیر بریتانیا
- کالین سالمون در نقش ژنرال کابرن
- راس مک کال در نقش ران کلارک
- امیلی برینگتون در نقش سایمون الهرازی، دختر مارگوت
- جان بویگا در نقش کریس تانر، تکنسین هواپیماهای بدون سرنشین در ارتش
- جوزف میلسون در نقش درک یاتس
- برانکو تیموویچ در نقش بلچک
- مندیپ دیلون در نقش چل، یک هکر از تیم هکری که کلوئی با آن‌ها کار می‌کند
- چارلز فارنز در نقش پیت، عضو گروه هکرهای کلوئی
- تامر حسن در نقش هارون بشیر
- دانکن پو در نقش کاپیتان گریگ دناوو